# 216390 Binnig
216390 Binnig este un asteroid din centura principală de asteroizi.

## Descriere
216390 Binnig este un asteroid din centura principală de asteroizi. A fost descoperit pe 14 februarie 2008 la Taunus de Erwin Schwab și Rainer Kling. Asteroidul prezintă o orbită caracterizată de o semiaxă mare de 3,14 ua, o excentricitate de 0,13 și o înclinație de 6,1° în raport cu ecliptica.